# 瞬簡PDF統合版

瞬簡PDF統合版（しゅんかん ぴーでぃーえふ とうごうばん）は、アンテナハウスが販売している、いくつかの Portable Document Format(PDF) デスクトップ向けソフトウェアを同梱した統合製品である。『PDFスイート』の後継商品である。

## ラインナップ
瞬簡PDF作成：クセロ瞬簡PDFを継承するPDF作成・加工ソフトウェア。アプリケーションから「Antenna House PDF Driver」を仮想プリンタドライバとして用いてファイルを変換する（要するにファイルとして印刷するということ）などの方法による。
瞬簡PDF変換：ワープロ・PDF変換ソフトウェア。PDFから Microsoft Word、 Microsoft Excel、 Microsoft PowerPoint、一太郎の文書ファイルに変換したり、テキストや画像ファイルを抽出することもできる。PDFからワープロ文書などへの変換では、PDFファイルの内容を独自に解析し、書式情報、段落、フォントなどのスタイルを認識してワープロ文書を作成する。文字コードはPDFファイル内部から取り出す。PDFを画像化してOCRでワープロに変換する方式ではないので、OCR方式とは異なり文字の誤認識がない。またワープロで再編集し易く変換できるのが特徴。但し、PDFファイルに文字コードが埋め込まれている必要がある。画像化したPDFからOCR機能を使ってオフィス文書に変換する機能もある。この他、PDFファイルの分割・結合・Web表示用に最適化・セキュリティの設定と解除機能をもつ。
瞬簡PDF書けまっせ：次節で詳述するが、PDF 書き込みソフトウェアである。
瞬簡PDF編集：文書ファイルのPDF 管理、複数ファイル結合、入れ替え、加工を行うことができるユーティリティ・ソフトである。『PDFスイート』に同梱されていた『スイート・ツール』（単体としては販売されていなかった。）の後継製品である、『瞬簡PDF バインダー』（有償版）の後継商品。バインド操作が強化されている。

## 瞬簡PDF書けまっせ

### 特徴
Webなどには、官公庁の申告書・申請書を初めとしてPDFで配布されている様式書類（用紙PDF）は限りなくあるが、用紙PDFを入手した人が紙に印刷して手書きで記入するのでは電子ファイルの便利さがなくなる。書けまっせPDFを使えば、用紙PDFを紙に印刷しなくても、パソコンの画面上でそのまま利用できるようになる。
このような用紙PDFにパソコン上で文字や図形を記入するには幾つかの方法がある（詳しくは解説の項を参照のこと。）しかし、従来の方法はすべてスタイルやレイアウト指定などに制限が多く、日本で配布されている用紙への記入には不適切であった。
「瞬簡PDF書けまっせ」は、用紙PDFを画面に背景として表示し、その上の好きな位置に、文字、図形などを入力、用紙PDFと新しく入力した文字と図形を重ねて、新しくPDFを作るという新しい方法を採用している。元の用紙PDFの書式が変わる心配がない。
用紙PDFの上の枠の大きさや位置に合わせて、文字を綺麗に配置したり、文字のフォント名、大きさ、飾り、均等割り付け、上下・左右の揃え、縦書きなどを指定できる。
また、Microsoft Excelで予め作成したデータをコピーして、書けまっせPDFに貼り付けることで、用紙PDFの指定した位置にデータを差し込んで、その結果を印刷したり、新しいPDFを作る機能もある。
このソフトウェアはデスクトップ上で動く有償アプリケーションなので、利用者はソフトウェアを購入してパソコンにインストールする必要があることに注意。なお、書けまっせPDFで作成した記入済みPDFは、普通のPDFである。

### 解説
できあいのPDFに文字、図形、イメージを記入する方法は幾つかある。従来より、(1)PDF本文を編集する、(2)PDFの注釈（アノーテーション）として記入する、(3)配布者が用紙PDFにフォームフィールドを用意しておき受領者がフォームフィールドに記入する、という3つの方法があり、それぞれの方法に適したソフトウェアは無償版を含め多数存在する。
もう少し詳しく解説すると(1)はPDFの本文を加筆・修正する方法であるが、これはタッチアップとも呼ばれている。この名の通り、文章などの僅かな修正用である。普通のPDFには構造がなく、テキストは各行の行末で区切られている。そこで、文章に文字を挿入すると行末が次の行に折り返さず余白にはみ出してしまう。このため、タッチアップ機能でPDFの文章を自由に加筆訂正するのは非常に大変である。
(2)の注釈は、本文とは全く別に管理する追加情報として文字や図形を記入する方法である。PDFを回覧して、コメントを記入したり、校正情報を記入するために使うのに適している。注釈には様々な種類がある。例えば、フリーテキスト注釈の入力機能はAcrobatなどのソフトではタイプライター機能として用意されている。できあいのPDFの上に、タイプライターで文字を打つように文字を記入できる。但し、この機能では文字のフォントサイズ、フォントファミリー、配置などを自由自在に設定することができない。このように文字を記入するときの自由度に欠ける。
(3)のフォームフィールド（AcroForm）はPDFを配布する際に予めフィールドを準備しておき、そこに文字を記入する。但し、Adobe Readerはフォームフィールドに記入した結果を取り込んで新しいPDFを作ることはできない。
このように従来の方法ではできあいのPDF用紙の上に、自由に文字を記入していくという使い方をするには制限が多いのである。

### 類似製品
書けまっせPDFと類似の機能を提供するソフトウェアに次のものがある。
- 「やさしくPDFへ文字入力」 - オリジナルのPDFをラスター画像に変換した上で、その上に文字を入力する方式である。
- 「すごい位置あわせPro」 - 用紙をスキャナーで読み取った上でそこに文字を入力していくソフトである。

PDFの普及以前は紙の用紙が広く配布されていた。これらの用紙をスキャナーで読み取り、その画像にパソコンを使って文字を入力するソフトウェアがあり、これらのソフトウェアがPDFを画像化して取り扱えるようになったとみられる。

## リリース履歴
改訂されるごとに同梱製品が増えるか、ソフト名（エディション名も含む。）が変わるかしている。
- 2008年（平成20年）2月 - 「PDFスイート(1)」発売。「書けまっせ!!PDF3 プロフェッショナル」・「リッチテキストPDF4 コンプリート」の同梱製品。
- 2008年（平成20年）12月 - 「PDFスイート2」発売。「書けまっせ!!PDF3 プロフェッショナル」・「リッチテキストPDF5 プロフェッショナル」・「スイート・ツール(1)」の同梱製品。
- 2009年（平成21年）9月 - 「PDFスイート3」発売。「書けまっせ!!PDF4 プロフェッショナル」・「リッチテキストPDF5.2 プロフェッショナル」・「スイート・ツール(1.1)」の同梱製品。
- 2010年（平成22年）12月 - 「PDFスイート4」発売。「書けまっせ!!PDF4 プロフェッショナル」・「瞬間／リッチテキストPDF6」・「スイート・ツール2(V2.0.1)」の同梱製品。
- 2011年（平成23年）3月 - 「PDFスイート4.1」発売。「書けまっせ!!PDF4 プロフェッショナル」・「瞬間／リッチテキストPDF6.1」・「スイート・ツール2.1」の同梱製品。
- 2011年（平成23年）11月 - 「PDFスイート5」発売。「瞬簡PDF作成5」・「瞬簡PDF変換7」・「書けまっせPDF5 プロフェッショナル」・「瞬簡PDF バインダー 3」（有償版）・「PDFサイン」の同梱製品。後に「瞬間PDF編集3.1」・「PDFサイン」（現在は単品としても一般販売終了。）・「瞬簡PDF OCR」がいずれも無償で追加ダウンロード可能となる。
- 2012年（平成24年）12月 - 「瞬簡PDF統合版6」発売。「瞬簡PDF作成6」・「瞬簡PDF変換8」・「書けまっせPDF5 プロフェッショナル」・「瞬簡PDF編集4」・「瞬簡PDF OCR」の同梱製品。
- この間に「瞬簡PDF統合版7」から「瞬簡PDF統合版11」が発売されている。
- 2020年（令和2年）1月 - 「瞬簡PDF統合版12」発売。「瞬簡PDF作成9」・「瞬簡PDF変換11」・「瞬簡PDF書けまっせ8」・「瞬簡PDF編集9」の同梱製品。（「瞬簡PDF OCR」は販売終了のため同梱されていない）。

以下、現行の「瞬簡PDF統合版12」の同梱製品個々について、単体商品としてのリリース履歴を述べる。

### 瞬簡PDF作成
（アンテナハウスがクセロの事業を譲渡された後のリリースについて記載）
- 2009年（平成21年）7月 - 「瞬簡PDF3」・「瞬簡PDF Plus3」発売。後者は前者に高速PDF閲覧ソフトウェア "クセロReader" を同梱したソフトウェア。
- 2011年（平成23年）2月 - 「瞬簡PDF4」発売。「瞬簡PDF Plus3」の後継商品はなし。
- 2011年（平成23年）10月 - 「瞬簡PDF作成5」発売。単品の「瞬簡PDF4」・「瞬簡/リッチテキストPDF6.1」同梱の「瞬簡PDF4」の後継商品。
- 2012年（平成24年）11月 - 「瞬簡PDF作成6」発売。
- この間、「瞬簡PDF作成7」から「瞬簡PDF作成8」までが発売されている。
- 2020年（令和2年）1月 - 「瞬簡PDF作成9」発売。

### 瞬簡PDF変換
- 2005年（平成17年）6月 -「リッチテキストPDF V1.0」発売。以降数回バージョンアップしている。途中ラインナップが同一バージョンで複数存在していた時期があるが、最終的に一本化される。
- 2010年（平成22年）12月 - 「瞬簡/リッチテキストPDF6」発売。前バージョン「リッチテキスト5.2」までとは異なり、「瞬簡PDF3」と「リッチテキストPDF6」の統合商品となる。以降1回マイナーバージョンアップしている。
- 2011年（平成23年）10月 - 「瞬簡PDF変換7」発売。前バージョン「瞬簡/リッチテキストPDF6.1」同梱の「リッチテキストPDF6.1」の後継商品[4]
- 2012年（平成24年）12月 - 「瞬簡PDF変換8」発売。
- この間、「瞬簡PDF変換9」、「瞬簡PDF変換10」が発売されている。
- 2020年（令和2年）1月 - 「瞬簡PDF変換11」発売。

### 書けまっせPDF
- 2006年（平成18年）1月 -「書けまっせ!!PDF(1)」発売。以後1回バージョンアップの後、1回マイナーバージョンアップを行う。
- 2007年（平成19年）12月 -「書けまっせ!!PDF3」発売。このバージョンからスタンダード版・プロフェッショナル版の2種類がラインナップされる。以後1回マイナーバージョンアップを行う。
- 2009年（平成21年）9月 -「書けまっせ!!PDF4」発売。このバージョンではスタンダード版・プロフェッショナル版に加え、最初のマイナーバージョンアップ（V4.3.0）以降、プロフェッショナルPlus版も含めた3種類がラインナップされる。2回マイナーバージョンアップを行う。
- 2011年（平成23年）11月 -「書けまっせPDF5」発売[5]。プロフェッショナルPlus版がプロフェッショナル版に統合され、スタンダード版・プロフェッショナル版の2種類のラインナップに再編される。
  - マイナーバージョンアップはいずれも新規購入用の製品としてだけでなく、同一メジャーバージョンの既購入者向けの無償アップデータとしても提供されている（上位版へのアップグレードを除く）。
- 2014年（平成26年）4月 -「瞬簡PDF書けまっせ 6」発売。製品名が変更され、１種類のラインアップとなる。
- 2016年（平成28年）10月  -「瞬簡PDF書けまっせ 7」発売。
- 2020年（令和2年）1月 -「瞬簡PDF書けまっせ8」発売。

### 瞬簡PDF編集
- 2011年（平成23年）10月 - 「瞬簡PDF バインダー 3」（有償版）発売[6]。バージョン番号は前身の『スイート・ツール』からの連番となっている。
- 2012年（平成24年）2月 - 「瞬簡PDF編集3.1」発売。バージョン番号は前身の『瞬間PDF バインダー』（有償版）からの連番となっている。
- 2012年（平成24年）12月 - 「瞬簡PDF編集4」発売。
- この間に「瞬簡PDF編集5」から「瞬簡PDF編集8」が発売されている。
- 2020年（令和2年）1月 - 「瞬簡PDF編集9」発売。

### 瞬簡PDF OCR
- 2012年（平成24年）9月 - 「瞬簡PDF OCR」発売。
- 2018年（平成30年）7月 - 「瞬簡PDF OCR」販売終了。